# Leistungsklage
Die Leistungsklage ist darauf gerichtet, dass der Gegner zu einem Tun, Dulden oder Unterlassen verurteilt wird.
Sie kann statthafte Klageart im Zivilprozessrecht, Verwaltungsprozessrecht, Sozialrecht und im finanzgerichtlichen Verfahren sein.

## Zivilprozess
Im Zivilprozess ist die Leistungsklage die bei weitem häufigste Klageart. Sie ist z. B. statthaft, wenn von einem anderen nach § 433 Abs. 2 BGB eine ausstehende Kaufpreiszahlung (Tun) eingeklagt wird. Nach § 1004 BGB kann der Eigentümer einer Sache verlangen, dass sein Eigentum nicht beeinträchtigt wird, beispielsweise ein Grundstück nicht durch unzumutbare Emissionen wie Arbeitslärm von einem Nachbargrundstück (Unterlassen). Das gilt jedoch nicht, wenn der Eigentümer zur Duldung verpflichtet ist, etwa aufgrund einer Dienstbarkeit, die er dem Nachbarn eingeräumt hat.

## Verwaltungsprozess
Das Verwaltungsprozessrecht kennt verschiedene Arten einer Leistungsklage. Maßgeblicher Zeitpunkt für die Beurteilung der Sach- und Rechtslage ist jeweils der Zeitpunkt der letzten mündlichen Verhandlung.

### Verpflichtungsklage
Mit einer Verpflichtungsklage kann die Verurteilung zum Erlass eines abgelehnten oder unterlassenen Verwaltungsakts begehrt werden (§ 42 VwGO). Wurde ein Verwaltungsakt abgelehnt, ist die Versagungsgegenklage  statthaft, wurde ein Verwaltungsakt unterlassen, die Untätigkeitsklage.

### Allgemeine Leistungsklage
Die allgemeine Leistungsklage im Verwaltungsprozessrecht ist nicht ausdrücklich geregelt. Sie wird, bezugnehmend auf § 40 Abs. 1, jedoch in mehreren Vorschriften vorausgesetzt, etwa in § 43 Abs. 2, § 111, § 113 Abs. 4 VwGO. Die allgemeine Leistungsklage unterliegt dem Grundsatz der Subsidiarität. Sie ist unzulässig, soweit die Verpflichtungsklage möglich ist. Sofern also die begehrte Handlung ein Verwaltungsakt ist oder rechtlich einen Verwaltungsakt voraussetzt, hat die Verpflichtungsklage stets rechtlichen Vorrang. Das gilt auch für generelle Regelungen, Maßnahmen, die einen Verwaltungsakt vorbereiten oder rein verwaltungsinterne Maßnahmen. Statthaft ist sie im Umkehrschluss nur dann, wenn der Kläger ein Verwaltungshandeln begehrt, das keinen Verwaltungsakt erfordert, vornehmlich also einen Realakt. Die Klagebefugnis erfordert die Geltendmachung der Verletzung eigener Rechte, § 42 Abs. 2 analog.  
Bei der allgemeinen Leistungsklage unterscheidet man die (positive) Leistungsklage und die (negative) Unterlassungsklage. Welche Unterform statthaft ist, entscheidet sich nach dem Rechtsschutzziel des Klägers.
Bei der Unterlassungsklage findet wiederum eine Differenzierung statt zwischen einer Klage, die auf Unterlassung einer gegenwärtigen Beeinträchtigung zielt und der vorbeugenden Unterlassungsklage, um eine zukünftige Beeinträchtigung abzuwehren. Die vorbeugende Unterlassungsklage kann sich dabei nicht bloß gegen schlichtes Verwaltungshandeln richten, sondern im Ausnahmefall auch gegen Verwaltungsakte. Diese Form des Rechtsschutzes ist im Hinblick auf einen effektiven Rechtsschutz i. S. d. Art. 19 Abs. 4 GG geboten und allgemein anerkannt.

## Sozialgerichtliches Verfahren
Auch das Sozialgerichtsgesetz sieht die Verpflichtungsklage und die allgemeine Leistungsklage vor (§ 54 Abs. 1 und Abs. 5 SGG).

## Finanzgerichtliches Verfahren
Die Leistungsklagen sind in § 40 Abs. 1 Finanzgerichtsordnung geregelt. Sie richten sich auf die Verurteilung zum Erlass eines abgelehnten oder unterlassenen Verwaltungsakts (Verpflichtungsklage) oder auf eine andere Leistung.
Das Begehren einer anderen Leistung  ist im Finanzgerichtsverfahren ein marginales Phänomen, da die Kläger im Steuerprozess typischerweise hoheitliche Eingriffe abwehren, nicht aber den Fiskus zum Handeln zwingen wollen.